# Парк природе Вранско језеро
Парк природе Вранско језеро је заштићено природно добро у Далмацији, у којем се налази највеће језеро у Хрватској. Језеро је у ствари крашко поље испуњено водом и риједак примјер криптодепресије. У Парку се налази посебни орнитолошки резерват са готово нетакнутим природним стаништима барских птица и ријетким мочварним екосистемом великог биодиверзитета, а изузетне научне и еколошке вриједности.
Додатну вриједност Парку даје изобиље квалитетне рибе за спортски риболов.